# Louis-Vincent Thomas
Louis-Vincent Thomas (* 20. Mai 1922; † 22. Januar 1994) war ein französischer Soziologe, Anthropologe und Ethnologe. Er war Afrikaspezialist und der Begründer der Thanatologie in Frankreich.

## Leben
1948 kommt Thomas als Philosophielehrer nach Dakar, wo er zehn Jahre an einem Lycée (Gymnasium) unterrichtet. Eine geplante philosophische Dissertation bleibt ungeschrieben, stattdessen widmet er sich der ethnologischen Feldforschung und untersucht Begräbnisriten, vor allem in der Casamance. Seit 1958 unterrichtet er an der Universität von Dakar. Seine thèse schreibt er über die Diola in der Casamance. Er bleibt an der Universität von Dakar und wird dann auf Empfehlung von Georges Balandier und J. Stoetzel an die Sorbonne berufen, wo er Professor der Soziologie wird. Er ist Mitbegründer der «Société de thanatologie», deren erster Präsident er wird.

## Werk
Bei seinen Forschungen bei den Diola setzt Thomas neben ethnologischen auch psychologische Methoden (Rorschachtest) ein. Er interessiert sich für die Denksysteme und Ideologien in Afrique noire und publiziert in den 60e Jahren ein zweibändiges Werk über den Sozialismus in Afrika. Allmählich konzentriert sich sein Interesse auf das Thema Tod.
Ausgangspunkt seines allgemeinen anthropologischen Interesse ist die Konfrontation mit dem Umgang mit dem Tod im ländlichen Afrika (als Beispiel einer Gesellschaft, in der nichtkapitalistische Traditionen (zumindest damals) noch sehr lebendig waren), der sich von dem modernen europäischen Umgang mit dem Tod grundlegend unterscheidet.
Die Menschen im subsaharischen Afrika sind von einer häufig feindlichen Natur (endemische Krankheiten, Unsicherheit des Überlebens etc.) umgeben. Sie antworten darauf, so Thomas, mit einer Exaltation des Lebens. „Mehr noch: alles ist Leben; und die Hierarchie der Wesen reproduziert die Hierarchie der vitalen Prinzipien. Das Gute wird eins mit dem, was das Leben fördert oder wachsen lässt; und das Böse definiert sich dagegen durch das, was es verringert oder ihm eine Ende setzt. Dem Gläubigen ist es, wie dem Magier, darum zu tun, am universellen Leben durch eine Dialektik der Bekräftigung, der Revitalisierung teilzuhaben, und wer sich weigert zu opfern siecht dahin und stirbt durch Entkräftung. […] Die Liebe des Schwarzen für das Leben manifestiert sich durch die so reiche und originelle Weise, in der er singt und tanzt, durch seinen Wunsch zahlreiche Kinder zu haben, die seine Linie fortsetzen, der so stark ist, dass die Sterilität der Hauptgrund der Scheidungen ist, daher seine Liebe für kollektive Feste, profane und heilige, während derer er intensiv und im Einklang mit der Gruppe lebt; aber auch und vor allem proklamiert er den Sieg des Lebens über den Tod in der Art und Weise wie der den Tod negiert, indem er ein Imaginäres schafft, in dem der Tod die Existenz des Lebens nur auf provisorische Weise unterbricht.
Der Kult der unsterblichen Ahnen, der Glaube an die Wiedergeburt, die Gewissheit, dass der Tod niemals eine vollständige und definitive Zerstörung ist, die Initiation, die vor allem eine kollektive und symbolische Wiedergeburt ist, haben keinen anderen Sinn.“
„Der Tod ist so in keiner Weise eine isoliert dastehende Tatsache. Er ist ein Prozess, der mit der Geburt beginnt: Tod des Neugebornen für die Welt der Ahnen, Trennung vom Bauch der Mutter, Begräbnis des Doubles, das die Plazenta ist, die manchmal zum Objekt eines wirklichen Kults wird. Er setzt sich symbolisch in der Initiation fort, in der symbolisch die Tötung des Initianden und dann seine liturgische Wieder-geburt in einem höheren Zustand vollzogen wird. […] Den Tod in verschiedenen Momenten des Lebens (Geburt, Initiation, Schicksal post mortem), bzw. der Alltäglichkeit (die heftige Emotion, der tiefe Schlaf, die geistige Krankheit werden kleinen Toden assimiliert) zu situieren, das heißt ihn überall zu platzieren, heißt das nicht bereits sich vor ihm schützen, indem man ihn verallgemeinert? Übrigens, ohne je die brutale Realität des Faktums zu bezweifeln, was durch die Existenz der Begräbnisriten bestätigt wird, begreift man den Tod als Moment des Lebens eher denn als seine Negation, als Durchgang, als Übergang, als Metamorphose eher denn als Ende.“
Der Vergleich zwischen dem Tod in Afrika und in Europa wird in Anthropologie de la mort (zuerst 1975) entfaltet.
Der Tod war für Thomas „nicht das Gegenteil des Lebens sondern vielleicht seine grundlegende Bedingung“.
Letztlich geht es Thomas darum, durch die Untersuchung des Umgangs mit dem Tod die conditio humana zu begreifen. Für Thomas waren seine Forschungen „[…] angetrieben von der Suche nach dem Menschen. Der Tod bleibt der privilegierte Zugang [révélateur] zur menschlichen Natur. Und der Liebe zum Leben: Wir haben irgendwo geschrieben: es ist absolut wahr zu sagen, dass wenn wir das Leben lieben, aber nicht den Tod, dann deshalb, weil wir das Leben nicht wirklich lieben.“
Ein weiterer Schwerpunkt seiner Arbeiten war die Beziehung des Todes zur Science Fiction.

### Schriften
- Pouvoirs sorciers. Enquêtes sur les pratiques actuelles de sorcellerie mit Dominique Camus, Imago, 2004
- La mort, Que Sais-Je, Puf, 2003
- Les chairs de la mort: corps, mort, Afrique, Paris: Inst. d'Éd. Sanofi-Synthélabo, 2000 (Les empêcheurs de penser en rond), Vorwort von Jean-Marie Brohm
- Mort et pouvoir Petite Bibl.Payot Payot, 1999
- Les religions d'Afrique noire textes et traditions sacrés, mit René Luneau Stock, 1995
- Anthropologie de la maladie. Etude ethnologique des systèmes de représentations étiologiques et thérapeutiques dans la sociétés contemporaines, Bibl. Scientifique, mt François Laplantine, Payot, 1993
- Les Mots de la mort mit Martine Courtois, Belin, 1991
- Fantasme et formation Inconscient et Culture mit René Kaës, Didier Anzieu Dunod
- Mort et pouvoir Petite Bibliothèque Payot, Payot, 1998
- Beyrouth ou la fascination de la mort mit Issa Makhlouf, Éditions de La Passion, 1992
- Anthropologie des obsessions, L'Harmattan, 1988 (über Science-Fiction)
- Éléments pour un itinéraire, De Boeck Université ISBN 2-8041-5181-6
- La Mort africaine: idéologie funéraire en Afrique noire, Payot, 1982
- Civilisation et divagations. Mort, fantasmes, science-fiction, Payot, 1979
- Anthropologie de la mort, Payot, 1975
- Cinq essais sur la mort africaine, Dakar, Université de Dakar, Faculté des lettres et sciences humaines, 1968.
- Le socialisme et l'Afrique
  - Tome 1, Essai sur le socialisme africain, Paris: Le livre Africain, 1966
  - Tome 2, L'idéologie socialiste et les voies africaines de développement, Paris: Le livre Africain, 1966
- Les idéologies négro-africaines d'aujourd'hui, Paris: A.G. Nizet, 1965
- Les Diola. Essai d'analyse fonctionnelle sur une population de Basse-Casamance (thèse), Université de Paris: Faculté des lettres, 1959

## Sekundärliteratur
- Une galaxie anthropologique. Hommage à Louis-Vincent Thomas, «Quel corps?», 38/39, Octobre 1989
- Socio-anthropologie de la mort: Louis-Vincent Thomas: dix ans après, Bruxelles: Univ. Libre, 2005. (Revue de l'Institut de Sociologie; 2005,3/4)

## Nachweise
1. ↑  Bei der klassischen thèse de doctorat handelte es sich um sehr umfangreiche Arbeiten (im Fall von Thomas über 800 Seiten), die sozusagen Dissertation und Habilitation in einem waren.
2. ↑  biographische Angaben nach Louis Vincent Thomas, «Éléments pour un itinéraire» in: Sociétés, Nr. 93, 2006/3, p. 39–43
3. ↑   Éléments, p. 40–41
4. ↑   Éléments, p. 41
5. ↑   Éléments, p. 42
6. ↑   Éléments, p. 43